# Iowa (Indianie)
Iowa, Iowowie, Ioway, Báxoje – Indianie Ameryki Północnej z rodziny Dakotów. Współcześnie wyróżnia się Iowów z Oklahomy oraz Iowów z Kansas i Nebraski.
Wraz z ludem Missouri i Otami, wierzą, że ich dziadami byli Winebagowie, z którymi wszyscy mówią wspólnym językiem chiwere. W ciągu niespełna 50 lat (1760–1804) ich populacja gwałtownie się zmniejszyła (o około ⅓) w wyniku epidemii ospy prawdziwej, na którą nie byli odporni.

## Pochodzenie
W roku 1824 Iowowie zostali przesiedleni z pierwotnie zajmowanych terenów na obszarze dzisiejszego stanu Iowa do rezerwatów w hrabstwach Brown w Kansas i Richardson w Nebrasce. Pojedyncze grupy, pod koniec XIX wieku, przeniosły się na terytorium Indian i osiedliły w Perkins w Oklahomie.

## Strony zewnętrzne
- Strona oficjalna Iowów z Kansas i Nebraski
- Strona oficjalna Iowów z Oklahomy
- Instytut Kulturowy Iowów